# Zygophyxia larseni
Zygophyxia larseni är en fjärilsart som beskrevs av Edward P. Wiltshire 1982. Zygophyxia larseni ingår i släktet Zygophyxia och familjen mätare. Inga underarter finns listade i Catalogue of Life.